# Jungarbeiterklasse
Eine Jungarbeiterklasse oder JoA-Klasse ist in Baden-Württemberg und Bayern eine Form der Beschulung schulpflichtiger Jugendlicher an Regel(berufs)schulen.
Typischerweise werden in diesen Klassen Jugendliche (sog. Jugendliche ohne Ausbildungsplatz (JoA) oder Jungarbeiter) aufgenommen, die keine Ausbildung aufgenommen und sich auch nicht für eine andere Form von beruflicher Beschulung angemeldet haben, aber noch berufsschulpflichtig sind. Es gibt wiederum aber auch Fälle, in denen Volljährige beschult werden, dies geschieht wenn die Berufsschulpflicht noch nicht erfüllt wurde.
In der Regel müssen diese Jugendlichen dann an einem Tag in der Woche am Schulunterricht teilnehmen, erwerben dadurch aber keinen besonderen Schulabschluss. Ziel der Jungarbeiterklasse ist lediglich, dass die Schüler ihre Schulpflicht erfüllen können.
Eine Alternative zur Jungarbeiterklasse ist z. B. das Berufsvorbereitungsjahr (BVJ).